# Морфометрія
Морфометрія (англ. morphometry, нім. Morphometrie f) — галузь геоморфології, присвячена методам визначення числових характеристик форм рельєфу земної поверхні (довжини, площі, об'єму, висоти, глибини, щільності розчленувань та ін.). Морфометричні показники отримують г.ч. в результаті обробки топографічних карт та аерофотоматеріалів.
Морфометрія — [ із гр. morphe — форма, metreo — вимірюю ] — галузь геоморфології, яка займається вивченням кількісних показників рельєфу земної поверхні (довжини, площі, об'єми, висоти, глибини, густота розчленування тощо).
Син. — орометрія.